# Соціальна епістемологія
Соціальна епістемологія — це широкий набір підходів, які можуть бути використані в епістемології (науці про знання), що трактує людські знання як колективне досягнення. Інший спосіб охарактеризувати соціальну епістемологію — це оцінка соціальних вимірів знання або інформації.
Соціальна епістемологія як галузь дослідження в аналітичній філософії, займається питаннями знання в соціальних контекстах, тобто тих, в яких атрибуції знань не можна пояснити, досліджуючи індивідів ізольовано одне від одного. Найпоширенішими темами, які обговорюються в сучасній соціальній епістемології, є свідчення (наприклад, «Коли переконання, що х є істинним, яке виникло внаслідок того, що мені сказали „х є істинним“, є знанням?»), розбіжності між людьми (наприклад, «Коли і як я повинен переглянути свої переконання у світлі переконань інших людей, які суперечать моїм?») і групову епістемологію (наприклад, «Що означає приписувати знання групам, а не окремим особам, і коли таке приписування знань є доречним?»). Соціальна епістемологія також вивчає соціальне обґрунтування переконань.
Однією з постійних труднощів, пов’язаних із визначенням «соціальної епістемології», є спроба визначити, що означає слово «знання» в цьому контексті. Існує також проблема з визначенням слова «соціальний», яке б задовольнило науковців з різних дисциплін. Соціальні епістемологи можуть працювати в багатьох дисциплінах гуманітарних і соціальних наук, найчастіше у філософії та соціології  На додаток до позначення чіткого руху в традиційній та аналітичній епістемології, соціальна епістемологія пов’язана з міждисциплінарною галуззю досліджень науки і техніки (STS).

## Історія терміна
Розгляд соціальних вимірів знання у зв’язку з філософією розпочався в 380 році до нашої ери з діалогу Платона «Хармід». Цей діалог містив роздуми Сократа про те, чи здатна людина перевірити, чи відповідає дійсності твердження іншої людини про те, що вона щось знає, чи ні. У ньому він ставить під сумнів ступінь впевненості непрофесіонала в якійсь галузі щодо твердження людини, яка претендує на звання фахівця в цій самій галузі. Хармід також досліджував тенденцію переростання утопічного бачення суспільних відносин в антиутопічну фантазію. Оскільки дослідження залежності від авторитетних фігур є частиною вивчення соціальної епістемології, це підтверджує існування ідеології у свідомості задовго до того, як вона отримала свій ярлик.
У 1936 році Карл Маннгайм перетворив теорію ідеології Карла Маркса (яка інтерпретувала «соціальний» аспект в епістемології як такий, що має політичну або соціологічну природу) на аналіз того, як людське суспільство розвивається та функціонує в цьому відношенні. Зокрема, цей марксистський аналіз спонукав Маннгайма до написання книги «Ідеологія та утопія», в якій він досліджував класичну соціологію знання та конструювання ідеології.
Термін «соціальна епістемологія» вперше запропонували бібліотекознавці Маргарет Іган і Джессі Шера у статті «Library Quarterly» в бібліотечній школі університету Чикаго в 1950-х роках. Термін був використаний Робертом К. Мертоном у статті 1972 року в Американському журналі соціології, а потім Стівеном Шепіном у 1979 році. Проте лише у 1980-х роках почало з’являтися сучасне розуміння «соціальної епістемології».

### Розквіт соціальної епістемології
У 1980-х роках спостерігалося потужне зростання інтересу серед філософів до таких тем, як епістемічна цінність свідчень, природа і функції експертизи, належний розподіл когнітивної праці та ресурсів між індивідами в спільнотах, а також статус групових міркувань і знань.
У 1987 році філософський журнал «Synthese» опублікував спеціальний випуск про соціальну епістемологію, в якому з'явилися два автори, що відтоді розвинули цю галузь епістемології у двох різних напрямках: Елвін Голдман і Стів Фуллер. У 1987 році Фуллер заснував журнал під назвою «Соціальна епістемологія: Журнал знань, культури та політики», а в 1988 році опублікував свою першу книгу «Соціальна епістемологія». Книга «Знання в соціальному світі» Голдмана вийшла у 1999 році. Голдман виступає за тип епістемології, який іноді називають «правдивою епістемологією» через великий акцент на істині. Цей тип епістемології іноді розглядається на боці «есенціалізму» на противагу «мультикультуралізму».  Але Голдман стверджував, що цей зв’язок між правдивою епістемологією та есенціалізмом необов’язковий. Він описує соціальну епістемологію як знання, отримане в результаті взаємодії людини з іншою людиною, групою або суспільством.
Голдман розглядає одну з двох стратегій соціалізації епістемології. Ця стратегія включає оцінку соціальних факторів, які впливають на знання, що формуються на основі істинних переконань. На відміну від нього, Фуллер віддає перевагу другій стратегії, яка визначає знання, сформоване під впливом соціальних факторів, як колективно прийняте переконання. Різницю між ними можна спростити за допомогою прикладів, наприклад: перша стратегія означає аналіз того, як рівень вашого багатства (соціальний фактор) впливає на те, яку інформацію ви вважаєте дійсною, тоді як друга стратегія відбувається, коли проводиться оцінка впливу багатства на ваші знання, отримані з переконань суспільства, в якому ви опинилися.
Позиція Фуллера підтримує концепцію, що соціальна епістемологія є критикою контексту, особливо в його підході до «суспільства знань» та «університету» як невід'ємних контекстів сучасного навчання. Вважається, що він сформулював переформулювання тези Дюгейма-Квайна, яка охоплює недостатню детермінованість теорії даними. Вона пояснює, що проблема контексту набуде такого вигляду: «знання визначається контекстом». У 2012 році, з нагоди 25-ї річниці «Соціальної епістемології», Фуллер розмірковував над історією та перспективами цієї галузі, включаючи потребу соціальної епістемології відновити зв’язок із більшими проблемами виробництва знань, які вперше виявив Чарльза Сандерса Пірса як «когнітивну економіку» і які сьогодні часто розглядаються в бібліотекознавстві та інформатиці. Що стосується «аналітичної соціальної епістемології», в яку Голдман зробив значний внесок, Фуллер робить висновок, що вона «не змогла досягти значного прогресу, частково через мінімальне розуміння фактичних практик знання, мінімізовану роль філософів у поточних дослідженнях і зосередженість на збереженні статус-кво епістемології як галузі».

### Кун, Фуко і соціологія наукового знання
Основний погляд на знання, який спричинив появу соціальної епістемології в тому вигляді, в якому вона сприймається сьогодні, можна простежити в роботах Томаса Куна та Мішеля Фуко, які отримали визнання наприкінці 1960-х років. Обидва вони безпосередньо застосували історичні погляди до проблем, що довго асоціювалися з філософією науки. Можливо, найпомітнішим питанням тут була природа істини, яку Кун і Фуко описували як відносне й умовне поняття. На цьому тлі поточна робота в галузі соціології наукового знання (SSK) та історії та філософії науки (HPS) змогла підтвердити свої епістемологічні наслідки, що призвело, зокрема, до створення сильної програми в Единбурзькому університеті. З точки зору двох напрямів соціальної епістемології, Фуллер більш чутливий і сприйнятливий до цієї історичної траєкторії (хоча не завжди погоджується), ніж Ґолдман, чию «правдиву» соціальну епістемологію можна обґрунтовано прочитати як систематичне відхилення більш екстремальних тверджень, пов’язаних з Куном і Фуко.

## Соціальна епістемологія як напрям
У загальноприйнятому розумінні цього терміна сьогодні соціальна епістемологія є областю аналітичної філософії. Соціальна епістемологія зосереджується на соціальних аспектах того, як створюється і поширюється знання. Що саме являють собою ці соціальні аспекти, і чи мають вони позитивний чи шкідливий вплив на можливості створювати, здобувати та поширювати знання, є предметом постійних дискусій. Найпоширенішими темами, які обговорюються в сучасній соціальній епістемології, є свідчення (наприклад, «Коли віра в те, що x є істинним, яка випливає з того, що мені сказали „x є істинним“, є знанням?»), розбіжності між людьми (наприклад, «Коли і як я повинен переглянути свої переконань у світлі переконань інших людей, які суперечать моїм?» та групової епістемології (наприклад, «Що означає приписувати знання групам, а не окремим особам, і коли таке приписування знань є доречним?»).
У межах цієї галузі «соціальне» розглядається двома взаємодоповнюючими і не взаємовиключними способами: «соціальний» характер знання можна розглядати або через дослідження міжіндивідуальних епістемічних відносин, або через дослідження епістемічних спільнот. Міжіндивідуальний підхід зазвичай зосереджується на таких питаннях, як свідчення, епістемічна довіра як форма довіри однієї особи до іншої, епістемічна залежність, епістемічний авторитет тощо. Підхід спільноти зазвичай зосереджується на таких питаннях, як стандарти спільноти виправдання, спільнота процедури критики, різноманітності, епістемічної справедливості та колективного знання.
Соціальна епістемологія як галузь аналітичної філософії має тісний зв’язок із філософією науки  і часто перетинається з нею. У той час як деякі частини цієї галузі займаються абстрактними, нормативними міркуваннями про створення та поширення знання, інші частини цієї галузі є «натуралізованою епістемологією» в тому сенсі, що вони спираються на емпірично отримані ідеї — що може означати дослідження природничих наук, наприклад, когнітивної психології, будь то якісне чи кількісне дослідження соціальних наук. (Про поняття «натуралізованої епістемології» див. Віллард Ван Орман Квайн.) І хоча частини цієї галузі стосуються аналітичних міркувань досить загального характеру, запити на основі конкретних випадків і предметної сфери, наприклад, створення знань у спільній науковій практиці, обмін знаннями на онлайн-платформах або знаннями, отриманими в навчальних закладах, відіграють все більшу роль.
Важливими академічними журналами для соціальної епістемології як галузі аналітичної філософії є, наприклад, Episteme, Social Epistemology та Synthese. Однак основні роботи в цій галузі також публікуються в журналах, які переважно присвячені філософам науки та психології, або в міждисциплінарних журналах, які зосереджені на певних областях дослідження (таких як, наприклад, Етика та інформаційні технології ).

## Основні філософи, які вплинули на соціальну епістемологію
1. Платон у діалозі «Хармід»
2. Джон Лок у «Проблемі свідчень».
3. Девід Г'юм у «Проблемі свідчення».
4. Томас Рід у «Проблемі свідчень».
5. Карл Маркс у взаємозв'язку ідеології та знання.
  - використовувався Карлом Маннгаймом, який зосередився на соціальній обумовленості знання, міркуючи про те, що достовірність претензії на знання обмежується соціальними умовами, щодо яких ця претензія була зроблена спочатку.
6. Міранда Фрікер у «Проблемі свідчень».

## Теперішні та майбутні проблеми
На обох етапах обидва різновиди соціальної епістемології залишаються переважно «академічними» або «теоретичними» проєктами. Проте обидва наголошують на соціальній значущості знання і, отже, на культурній цінності самої соціальної епістемології. Ряд журналів, що публікують статті з соціальної епістемології, вітають роботи, які включають політичний вимір.
Більше практичних застосувань соціальної епістемології можна знайти в сферах бібліотекознавства, академічних публікацій, рекомендацій щодо наукового авторства та співпраці, політики в галузі знань і дебатів щодо ролі Інтернету в передачі та створенні знань.
Соціальна епістемологія все ще вважається відносно новим доповненням до філософії, її проблеми та теорії ще свіжі та швидко розвиваються. Все більшого значення набуває розвиток соціальної епістемології в рамках трансдисциплінарності, що проявляється в медіаекології.

## Подальше читання
- «What Is Social Epistemology? A Smorgasbord of projects», у Pathways to Knowledge: Private and Public Press, Oxford University Press, стор:182–204, ISBN 0-19-517367-8
- «Relativism, Rationalism and the Sociology of Knowledge», Баррі Барнс і Девід Блур, у Rationality and Relativism, стор:22 ISBN 0-262-58061-6
- Social Epistemology, Стів Фуллер, Indiana University Press, стор. 3.